# Göndör Ferenc (újságíró)
Göndör Ferenc, 1911-ig Krausz (Bihardiószeg, 1885. december 7. – New York, 1954. június 1.) újságíró.

## Életpályája
Pályafutását Nagyváradon kezdte, ahol rövid ideig a nagyváradi Szabadság munkatársa volt. Később Kaposváron a Somogyi Naplót szerkesztette. Felesége Pogány Ilona, Pogány József a Magyarországi Tanácsköztársaság népbiztosának nővére volt. 1912-ben Budapestre költözött és előbb a Népszava, majd a Déli Hírlap munkatársa lett. 1918. október 1-jétől megindította az Ember című hetilapot. A Tanácsköztársaság idején az újságíró-szakszervezet és a sajtódirektórium elnöke lett, de később szembefordult a proletárdiktatúrával.

„Rövid sajtóharc bontakozott ki a Népszava és a Vörös Ujság között, amely a kommunista vonal győzelmével végződött; az egyesült párt vezetősége Lukács György mellett foglalt állást, és néhány hétre betiltották a támadást megindító Az Embert, Göndör Ferenc folyóiratát. Ennek a vitának jelentősége volt a forradalmi szocialista irodalom további fejlődése szempontjából is, mert leleplezte az irodalmi szociáldemokratizmus helytelen elvi vonalát és káros gyakorlatát a proletárdiktatúra körülményei között, s az elvi tisztázásnak ez a folyamata lehetővé tette a munkásosztályhoz hű szociáldemokrata írók nézeteinek tisztázását és közeledését a forradalmi szocialista irodalomhoz. Ugyanakkor – a későbbiek során – a vita annyiban nehezítette az aktivisták és Kun Béla közötti nézeteltérés teljes elvi tisztázását, hogy Kun Béla elítélő megjegyzése után Göndör Ferenc és elvbarátai megújuló erővel indítottak igazságtalan, a formalista mozzanatokat gúnyosan túlhangsúlyozó támadásokat Az Ember és a Színházi Élet hasábjain a Ma írói ellen, ami az amúgy is nehéz helyzetet még jobban elmérgesítette.”

– A MAGYAR IRODALOM TÖRTÉNETE - Elvi viták az irodalomban 

A Tanácsköztársaság bukása után Bécsbe emigrált, és ott 1926-ban újra kiadta Az Embert. Később kivándorolt az Egyesült Államokba. New Yorkban telepedett le, ahol haláláig hetilapjának kiadója és szerkesztője volt.

## Főbb művei
- Hárman (antológia, Szederkényi Anna és Haraszthy Lajos verseivel együtt, a kötethez Ady Endre írt előszót, Kaposvár, 1906)
- A háború nyomában (Budapest, 1915, Dick Manó Kiadása )
  - Tartalom
    - Az olvasóhoz 3

  - Oroszlengyelország:  
    - A háboru nyomában 5
    - Utazás Oroszlengyelországban 10
    - Novoradomsk és Pietrkov 17
    - Lodzban 23
    - Hindenburgnagyfalu 31
    - A lövészárokban 35

  - Galicia:  
    - Este - Delatynban 44
    - Delatyn - napsütésben 49
    - A nadvornai romok között 58
    - Ágyuszó 62
    - A fölszabadított Kolomeában 65
    - Sanok, a halott város 71
    - A nadvornai csatatéren 76
    - A galiciai országuton 83
    - Meggyalázott leányok 89
    - Egy éjszaka Przemysl alatt 99
    - A tarnovi csatatéren 107
    - Rosenblut Sala regénye 112
    - Schor, a tarnovi szabó 126
    - Lemberg 135
    - Lembergi temetőben 147

  - Magyar földön:  
    - Vergődő hősök között 155
    - Lövik a zborói oroszt 163
    - Az elfelejtett Przemyslben 171

  - Olasz fronton:  
    - Ostromtűzben az Isonzónál 181
    - Olasz hegyek között 202
- A szenvedések országútján (háborús följegyzések, Budapest, 1916, Athenaeum Irodalmi és Nyomdai R.-T. )
- Szerb szocialisták a háborúban (Budapest, 1917, Népszava-Könyvkereskedés Kiadása )
- Vallomások könyve (Bécs, 1922)